# Friedrich Rückert

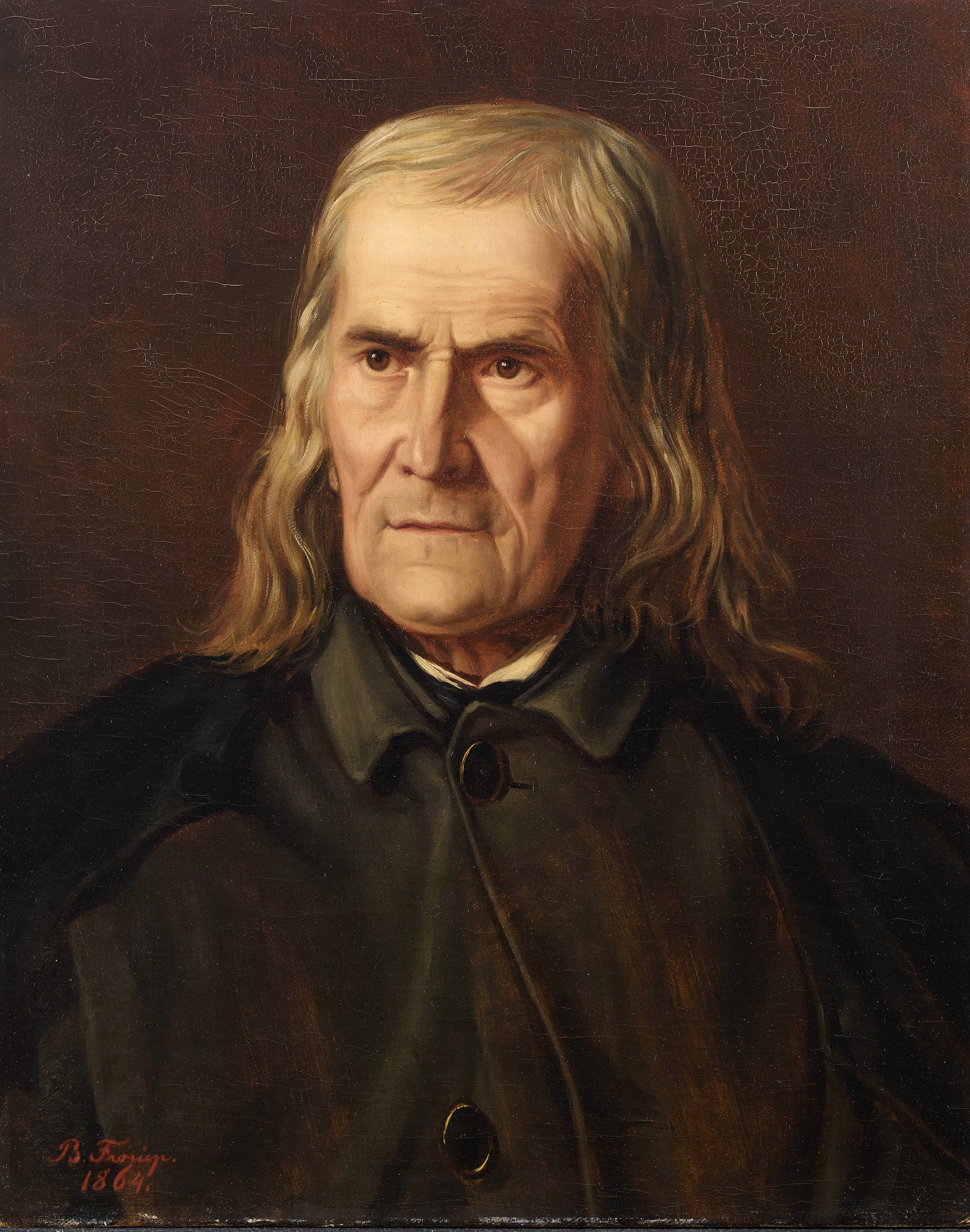
Friedrich Rückert

Johann Michael Friedrich Rückert (Schweinfurt, 16 mei 1788 - Neuses bei Coburg, 31 januari 1866) was een Duitse dichter, vertaler en taalwetenschapper.
Rückert werd als zoon van een advocaat in de Frankische stad Schweinfurt geboren. Hij bracht zijn kindertijd door op het platteland en leerde meer midden in de natuur dan op de schoolbanken. "Zwölf Jahre war ich alt, da hatt'ich ohne Fleiß fast alles und noch mehr gelernt, als ich nun weiß". Hij studeerde aan de universiteit van Würzburg. Van 1811-1812 werkte hij als privaatdocent klassieke filologie in Jena, waar Friedrich von Schlegel Rückerts passie voor de Oosterse wereld deed oplaaien. Deze passie resulteerde in veel vertaalwerk van Rückert uit het Perzisch. Zo zette hij bijvoorbeeld de liederen van de Perzische dichter Hafis om naar het Duits in zijn bundel Östliche Rosen (1822): wijn, liefde en levensgenot vormen de ingrediënten van deze dichtbundel. Door op die manier heel wat Oosters gedachtegoed in de Duitse poëzie te brengen, heeft hij die enorm verrijkt.
Zijn Deutsche Gedichte uit 1814 bevat veel teksten die de strijdlust tegen Napoleon moest doen aanwakkeren. Hij geldt ook als een van de meest vruchtbare gelegenheidsdichters van de Duitse literatuur.
Gedichten van Rückert werden op muziek gezet door o.a. Franz Schubert, Robert en Clara Schumann, Johannes Brahms en Richard Strauss. Rückert is tevens de schrijver van de meer dan 400 Kindertotenlieder, waarvan een aantal later door Gustav Mahler op muziek werd gezet. Deze teksten staan bol van hoop en wanhoop, van weemoedig leed om de dood van zijn twee kinderen. Ook de Rückert-Lieder van Mahler zijn gemaakt op teksten van de dichter. De Utrechtse musicus en dirigent Karel Demoet heeft in 2012 zeven Mailieder van Rückert als kleine liedcyclus op muziek gezet voor vier-stemmig koor met pianobegeleiding.